# Rio Los Angeles

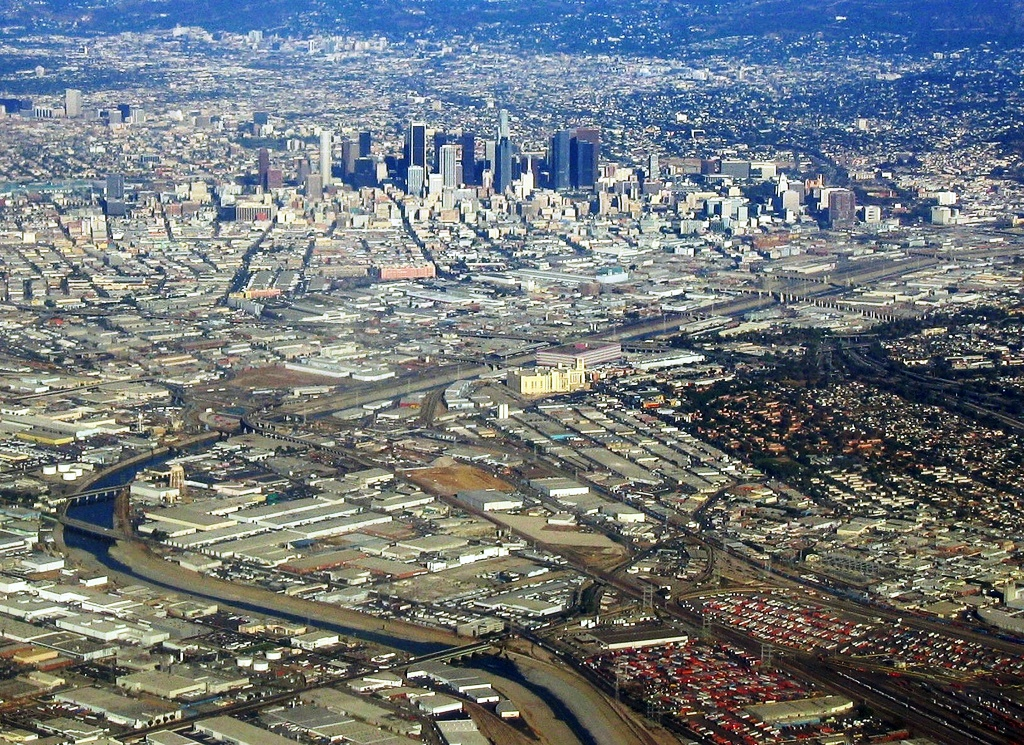
Rio Los Angeles cruzando a cidade de Los Angeles.

O Rio Los Angeles é um rio do estado da Califórnia, Estados Unidos. É famoso por cruzar a cidade de Los Angeles.
O rio é canalizado e já serviu de cenário para vários clipes musicais e filmes.